# Internationella havsrättsdomstolen

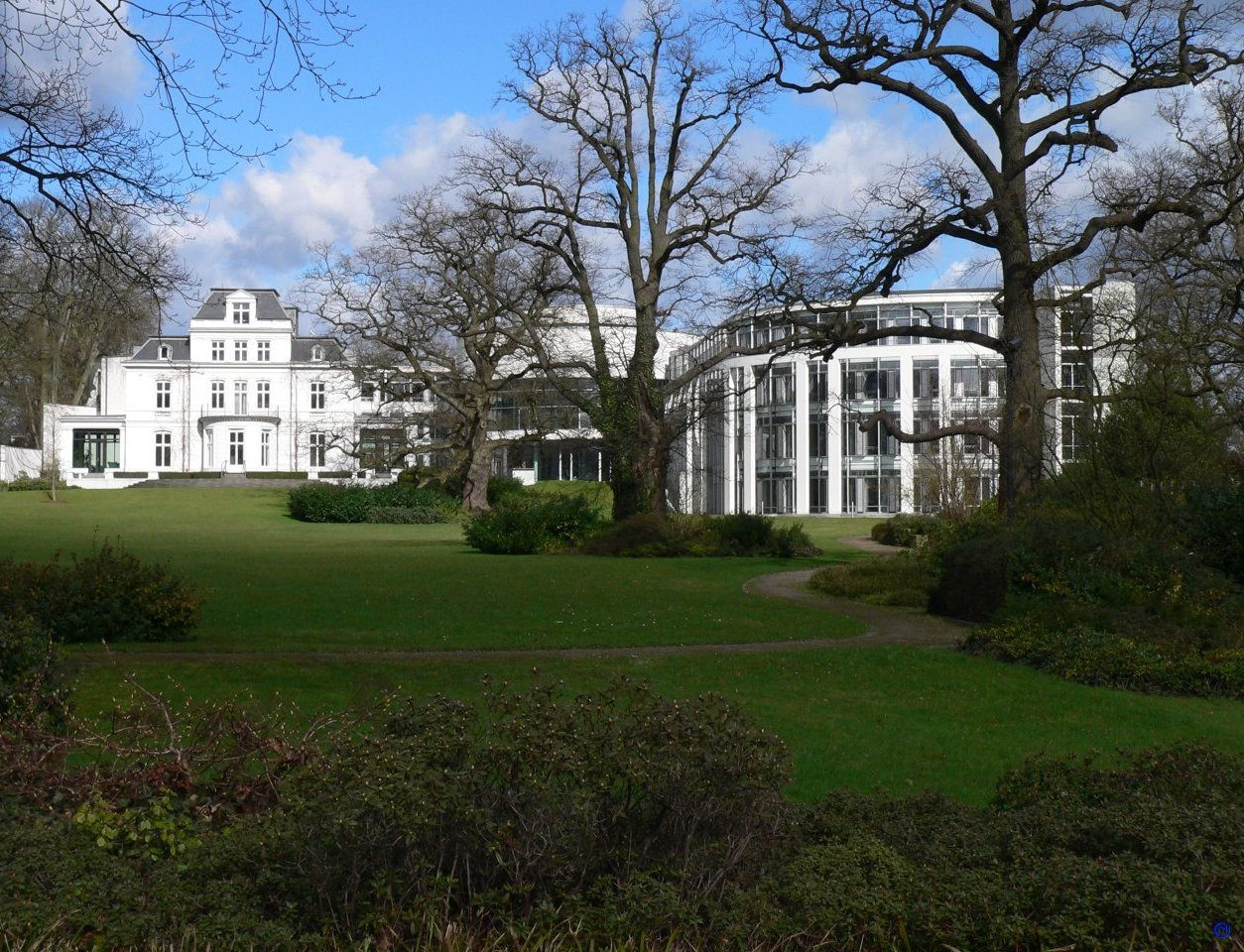
Internationella havsrättsdomstolens lokaler i Hamburg.

Internationella havsrättsdomstolen (International Tribunal for the Law of Sea) är en internationell domstol som bildats som en följd av Förenta nationernas havsrättskonvention. Domstolen har varit verksam sedan oktober 1996. Enligt statuterna ska domstolen ha sitt säte och kansli i Hamburg, Tyskland. Muntliga förhandlingar äger rum i Hamburg men domstolen kan besluta om förhandling på annan plats.
Medlemmar är 157 stater och en organisation, de Förenta nationerna. Medlemmarna har förbundit sig att följa domstolens beslut och domar. Någon juridisk möjlighet att genomdriva beslut och domar finns inte utan det förutsätts av staterna frivilligt följer dem. Domstolens officiella språk är engelska och franska. Budgeten är på 10 miljoner Euro för verksamhetsåret 2007 -2008. Kostnaderna för domstolsbyggnad och underhåll bedrivs till 80 % av Tyskland och till 20 % av staden Hamburg.
Under åren 1997 – 2007 har domstolen prövat 15 fall, de flesta rörande fartyg eller båtar som uppbringats och kvarhållits av en stat under påstående av olika brott och överträdelser.

## Fotnoter
1. ↑  Konventionstext http://www.un.org/Depts/los/convention_agreements/convention_overview_convention.htm (engelska)
2. ↑   Domstolens statuter ”Arkiverade kopian”. Arkiverad från originalet den 8 mars 2009. https://web.archive.org/web/20090308001541/http://www.itlos.org/start2_en.html. Läst 20 februari 2009. (engelska)
3. ↑   Domstolen regelverk (lydelse 27 april 2005) ”Arkiverade kopian”. Arkiverad från originalet den 8 mars 2009. https://web.archive.org/web/20090308001541/http://www.itlos.org/start2_en.html. Läst 20 februari 2009. (engelska)
4. ↑   Fullständig lista ”Arkiverade kopian”. Arkiverad från originalet den 8 mars 2009. https://web.archive.org/web/20090308001541/http://www.itlos.org/start2_en.html. Läst 20 februari 2009. (engelska)